# Портленд (аеропорт, Орегон)
Портлендський міжнародний аеропорт (англ. Portland International Airport; IATA: PDX; ICAO: KPDX; FAA LID: PDX) — найбільший аеропорт в Орегоні.
В аеропорту три злітних смуги завдовжки 3 353 метри, 2 995 метрів і 1 829 метри.

## Розташування
Розташований у північно-східному Портленді на лівому березі річки Колумбія. Відстані швидкісною дорогою до даунтауна Портленда — 19 км.
Аеропорт є східною кінцевою зупинкою Червоної лінії швидкісного трамваю Макс, що йде з Бівертона через даунтаун Портленда.

## Пасажиропотік
Пасажиропотік — 18353 тисячі пасажирів у 2016 році.
Аеропорт є другим, після Сітак (міжнародного аеропорту Сіатл-Такома), хабом для Alaska Airlines and Horizon Air.
Головні авіалінії за пасажирами у 2016 році: Alaska Airlines (3718 тисяч пасажирів), Southwest Airlines (3234 тисячі), Horizon Air (2789 тисячі), Delta Air Lines (2052 тисячі) й United Airlines (1770 тисяч).
Найбільший пасажиропотік з: Сіатл (676 тисяч пасажирів), Лос-Анджелес (639 тисяч), Сан-Франциско (585 тисяч), Денвер (529 тисяч), Фінікс (433 тисячі), Лас-Вегас (395 тисяч), Чикаго (386 тисяч), Сан-Хосе (297 тисяч), Даллас (288 тисяч).
З міжнародних напрямів найпопулярнішими є: Ванкувер, Британська Колумбія (201 тисяча), Амстердам (149 тисяч), Токіо (107 тисяч), Гвадалахара (45 тисяч).

## Військова база
У аеропорті дислокується 142-ге винищувальне крило з літаками F-15 Eagle.